# Берлін (Невада)
Берлін — місто-привид в окрузі Най, Невада. Місто було засноване в 1897 році як частина гірничого району Союзу після відкриття Берлінської шахти минулого року. Місто названо на честь Берліна, що в Німеччині, батьківщини частини місцевих старателів. Місто ніколи не процвітало до такої міри, як інші міста буму, такі як Тонопа і Голдфілд, і занепало після паніки 1907 року. До 1911 року місто було майже покинуте. У 1970 році це місце було придбане штатом Невада як частина «Berlin–Ichthyosaur State Park».
Місто розташоване на західній стороні хребта Шошоне на краю Національного лісу Тойябе на висоті приблизно 6 676 фут (2 035 м) над рівнем моря. На висотах над містом ліс стає більш густим і є джерелом будівельних матеріалів для міста. Місто розташоване у формі U, що відкривається на схід. На піку свого розвитку місто налічувало близько 75 будівель і 300 жителів. Берлін був компанійним містом, яким керувала компанія Nevada Company, і утримувався до його придбання державою в 1970 році. Це пояснює чудовий стан збереження міста.
Місто Юніон, на одну милю на схід, функціонувало як передмістя Берліна. Берлінський рудник мав 3 милі тунелів, але видобуток золота і срібла був менше ніж на 1 мільйон доларів за весь час існування. Шахта Діана з'єднується з Берлінською шахтою на четвертому рівні і зберігається як музей гірничої справи. Екскурсії по шахті «Діана» були припинені в 2007 році до завершення перевірки безпеки.
Збережені будівлі в Берліні включають будинок наглядача шахти, нині парковий офіс, пробірний офіс і механічний цех. 30-штамповий млин, один із найкращих у штаті, було стабілізовано.
Місто було додано до Національного реєстру історичних місць у 1971 році.